# 아포엘 FC
아포엘 FC(그리스어: ΑΠΟΕΛ, Aθλητικός Ποδοσφαιρικός Όμιλος Eλλήνων Λευκωσίας, 영어: APOEL, Athlitikos Podosfairikos Omilos Ellinon Lefkosias)는 키프로스 니코시아의 축구 클럽으로 키프로스 퍼스트 디비전에 소속되어 있다. 28번의 리그 우승과 21번의 컵 대회 우승, 14번의 슈퍼컵 우승 기록을 갖고 있는 명문팀이며 축구와 농구, 배구, 탁구, 사이클 팀도 운영하고 있으며 클럽 이름은 그리스어로 "니코시아 그리스인 스포츠 축구 클럽"을 뜻한다.
UEFA 챔피언스리그 2011-12에서 키프로스 클럽으로는 처음으로 UEFA 챔피언스리그 8강에 진출하는 돌풍을 일으켰다.

## 역대 성적
- 키프로스 1부 리그

우승 (29) : 1935–36, 1936–37, 1937–38, 1938–39, 1939–40, 1946–47, 1947–48, 1948–49, 1951–52, 1964–65, 1972–73, 1979–80, 1985–86, 1989–90, 1991–92, 1995–96, 2001–02, 2003–04, 2006–07, 2008–09, 2010–11, 2012–13, 2013–14, 2014–15, 2015–16, 2016–17, 2017–18, 2018-19, 2023-24
준우승 (20) : 1941, 1945, 1946, 1951, 1954, 1956, 1963, 1964, 1967, 1976, 1977, 1978, 1979, 1981, 1985, 1987, 1988, 2005, 2008, 2012
- 키프로스컵

우승 (21) : 1936–37, 1940–41, 1946–47, 1950–51, 1962–63, 1967–68, 1968–69, 1972–73, 1975–76, 1977–78, 1978–79, 1983–84, 1992–93, 1994–95, 1995–96, 1996–97, 1998–99, 2005–06, 2007–08, 2013–14, 2014–15
준우승 (10) : 1935, 1939, 1945, 1946, 1948, 1949, 1964, 1986, 2000, 2010
- 키프로스 FA 실드

우승 (12) : 1963, 1984, 1986, 1992, 1993, 1996, 1999, 2002, 2004, 2008, 2009, 2011
준우승 (10) : 1951, 1952, 1968, 1979, 1980, 1990, 1995, 1997, 2006, 2007

## 선수 명단

### 현역
참고: FIFA 자격 규정에 따라 소속된 국가대표팀 국기를 표시합니다. 선수는 복수의 FIFA 비회원국 국적을 가지고 있을 수 있습니다.
| 번호 | 포지션 | 국적                  | 이름                  |
| ---- | ------ | --------------------- | --------------------- |
| 3    | DF     | 세르비아              | 라도사브 페트로비치   |
| 5    | DF     | 조지아                | 라샤 드발리           |
| 8    | MF     |                       | 세르히오 테헤라       |
| 10   | FW     |                       | 마르키뇨스            |
| 11   | FW     |                       | 아나스타시오스 도니스 |
| 14   | FW     |                       | 가브리엘 마이올리     |
| 16   | DF     | 보스니아 헤르체고비나 | 마테오 수시치         |
| 27   | GK     | 슬로베니아            | 비드 벨레치           |
| 29   | DF     | 모로코                | 이삼 체바케           |
| 44   | MF     | 가나                  | 킹슬리 사르포         |

| 번호 | 포지션 | 국적 | 이름 |
| ---- | ------ | ---- | ---- |

## 역대 감독
| 감독                  | 임기      |
| --------------------- | --------- |
| 벨라 구트만           | 1953      |
| 젠겔레르 줄러         | 1965~1966 |
| 젠겔레르 줄러         | 1974~1976 |
| 토미 캐시디           | 1985~1989 |
| 쿠르트 야라           | 1997~1998 |
| 마이크 워커           | 2000~2001 |
| 두샨 우린             | 2003      |
| 이반 요바노비치       | 2003~2005 |
| 베르너 로란트         | 2005      |
| 예지 엥겔             | 2005~2006 |
| 이반 요바노비치       | 2008~2013 |
| 파울루 세르지우       | 2013      |
| 토르스텐 핑크         | 2015      |
| 도밍구스 파시엔시아   | 2015      |
| 테무르 케츠바이아     | 2015~2016 |
| 토마스 크리스티안센   | 2016~2017 |
| 토마스 돌             | 2019      |
| 믹 매카시             | 2020~2021 |
| 소프로니스 아브구스티 | 2021~2022 |
| 히카르두 사 핀투      | 2023~2024 |
| 마놀로 히메네스       | 2024~2025 |